# Oecobius longiscapus
Oecobius longiscapus är en spindelart som beskrevs av Jörg Wunderlich 1992. Oecobius longiscapus ingår i släktet Oecobius och familjen Oecobiidae.
Artens utbredningsområde är Kanarieöarna. Inga underarter finns listade i Catalogue of Life.